# Somebody to You (мини-альбом)
Somebody to You — дебютный мини-альбом (EP) британской группы The Vamps, который был выпущен 4 августа в Соединённых Штатах Америки в качестве дебютного EP. Выпуску способствовал успех сингла Somebody to You при участии Деми Ловато, который предназначался для американской аудитории.

## Содержание
Физическая копия (CD) содержит шесть песен, а цифровая пять. Три песни являются общими для обеих версий EP: «Somebody to You», «Wild Heart» и кавер на One Direction «Midnight Memories». Что касается остальных треков на физической копии, то это песни «High Hopes», «Sweater Weather» и «She Was the One». Цифровая же копия на iTunes содержит «Move My Way» и кавер на 5 Seconds of Summer «She Looks So Perfect».

## Позиции в чартах
EP дебютировал под номером 10 в Billboard 200. Спустя неделю EP упал на 192 место, побив рекорд самого большого падения из топ-10. Сингл же добрался до вершины Bubbling Under Hot 100 Singles.

## Список композиций
| №  | Название                                  | Длительность |
| -- | ----------------------------------------- | ------------ |
| 1. | «Somebody to You» (featuring Demi Lovato) | 3:03         |
| 2. | «Wild Heart»                              | 3:11         |
| 3. | «Midnight Memories»                       | 3:47         |
| 4. | «High Hopes»                              | 3:30         |
| 5. | «Sweater Weather»                         | 3:16         |
| 6. | «She Was the One»                         |              |

| №  | Название                                  | Длительность |
| -- | ----------------------------------------- | ------------ |
| 1. | «Somebody to You» (featuring Demi Lovato) | 3:03         |
| 2. | «Wild Heart»                              | 3:11         |
| 3. | «Midnight Memories»                       | 3:47         |
| 4. | «Move My Way»                             | 3:28         |
| 5. | «She Looks So Perfect»                    | 3:39         |